# Pier Gaetano Feletti
Pier Gaetano Feletti (ur. 1 października 1797 w Comacchio, zm. 4 czerwca 1881 w Rzymie) – włoski dominikanin i inkwizytor.

## Życiorys
Urodził się w Comacchio jako Gaetano Feletti. W wieku 20 lat wstąpił do klasztoru dominikanów w Forlì. Śluby wieczyste złożył w styczniu 1819 i przyjął imiona Pier Gaetano. Na początku lat 20. XIX wieku przebywał w konwencie dominikańskim w Viterbo, rzymskim konwencie S. Maria sopra Minerva oraz w konwentach w Forlì i Faenzy. Przed 1826 przyjął święcenia kapłańskie. W 1826 został mistrzem nowicjuszy w Faenzy, a w 1829 wikariuszem inkwizytora Bolonii Mariano Baldassare Mediciego.
W latach 1829–1833 Feletti był inkwizytorem Pesaro, w latach 1833–1838 inkwizytorem Faenzy, a od 1838 inkwizytorem Bolonii. Jednocześnie w latach 1834–1837 był przeorem konwentu w Faenzy, a w latach 1853–1855 przeorem konwentu Bolonii. Jako inkwizytor Bolonii odbudował zniszczone w okresie napoleońskim struktury terenowe inkwizycji i wyznaczył na terenie swojego okręgu wikariuszy rejonowych. Wielokrotnie toczył spory z arcybiskupem Bolonii kardynałem Carlo Oppizzonim, któremu nie podobała się zbytnia samodzielność Felettiego jako inkwizytora.
W 1858 wydał nakaz odebrania żydowskim rodzicom ich sześcioletniego syna Edgardo Mortary, po tym, jak była służąca zeznała, że potajemnie ochrzciła chłopca podczas ciężkiej choroby. Prawo kościelne w takim przypadku nakazywało, że ochrzczone dziecko musi się wychowywać wśród chrześcijan. Edgardo Mortara został następnie odesłany do Rzymu do tzw. domu katechumenów. Sprawa ta odbiła się szerokim echem w międzynarodowej prasie i negatywnie wpłynęła na wizerunek Stolicy Apostolskiej.
Jesienią 1859 Bolonia została zajęta przez jednoczące Włochy wojska sardyńskie. Nowe władze na początku stycznia 1860 aresztowały Felettiego pod zarzutem uprowadzenia Edgardo Mortary. Feletti odmówił uznania legalności sądu i w czasie procesu odmówił składania jakichkolwiek zeznań dotyczących jego działalności jako inkwizytora, powołując się na złożoną przy obejmowaniu urzędu przysięgę milczenia. Ostatecznie w kwietniu 1860 Feletti został uniewinniony, gdyż sąd doszedł do wniosku, że działał on zgodnie z prawem obowiązującym wówczas w Państwie Kościelnym.
Po uwolnieniu Feletti udał się do Rzymu, gdzie pełnił funkcje przeora konwentu S. Maria sopra Minerva oraz kapelana dominikanek z klasztoru Ss. Domenico e Sisto. Zgodnie z oficjalną polityką Stolicy Apostolskiej, nie uznawał legalności aneksji Państwa Kościelnego przez nowe, zjednoczone państwo włoskie. Niemal do końca życia tytułował siebie jako "inkwizytor Bolonii". Zmarł w Rzymie.